# Uwe Brockhausen

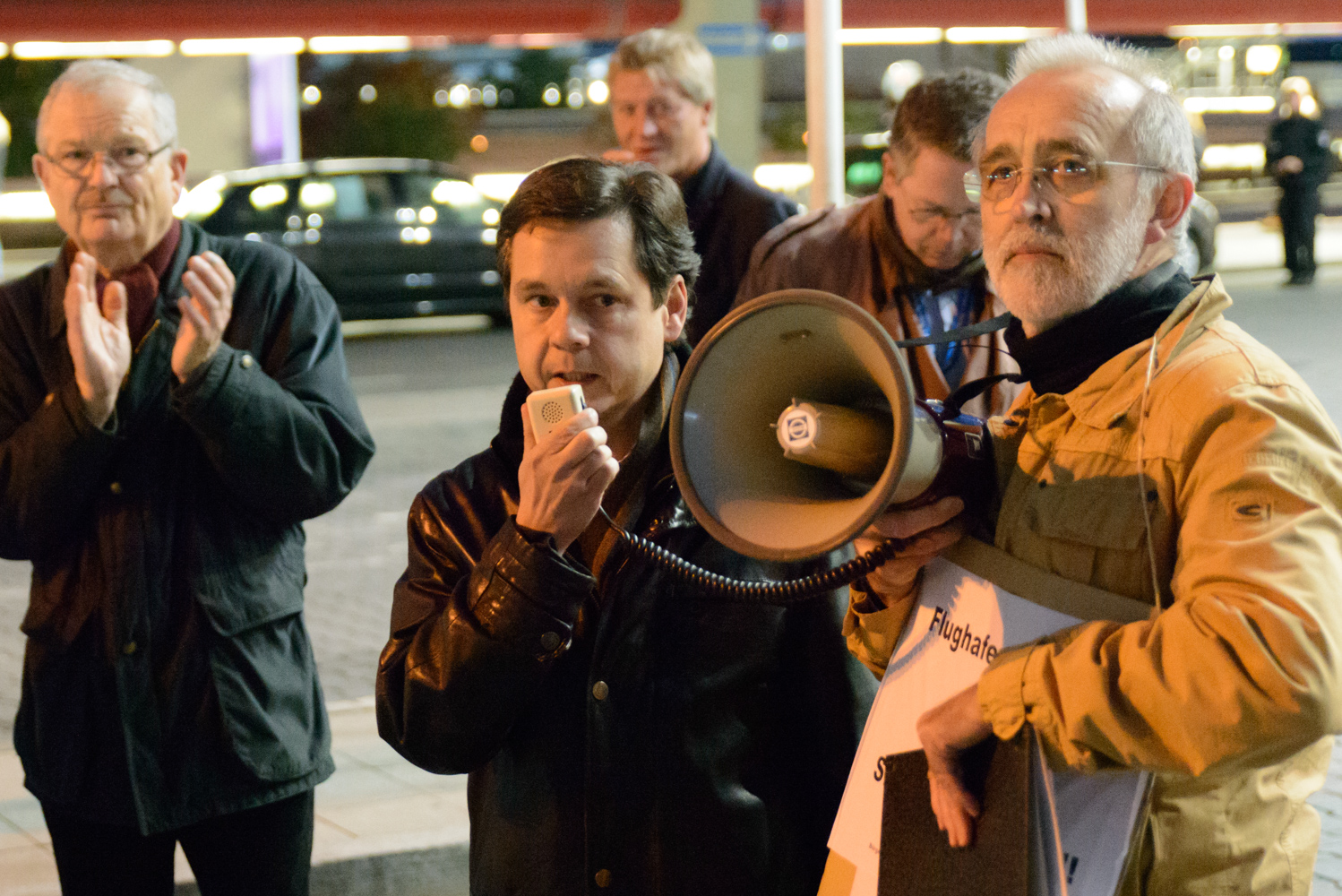
Uwe Brockhausen (Mitte) bei einer Demonstration 2013 zu der Schließung des Flughafens Tegel

Uwe Brockhausen (* 1963 in Berlin) ist ein deutscher Politiker der SPD. Er war von 2021 bis 2023 Bezirksbürgermeister des Berliner Bezirks Reinickendorf.
Brockhausen ist in Reinickendorf aufgewachsen und hat an der Freien Universität Berlin Rechtswissenschaften studiert. Vor seiner Tätigkeit als Bezirksstadtrat arbeitete er in der Senatsverwaltung für Stadtentwicklung.
Er war von 1992 bis 2011 Mitglied der Reinickendorfer Bezirksverordnetenversammlung (BVV). 2011, 2016, 2021 und 2023 wurde er jeweils wieder in die BVV gewählt, legte sein Mandat aber nieder, um Stadtrat beziehungsweise Bezirksbürgermeister zu werden. Seit 2011 ist er Mitglied des Bezirksamtes. Von 2007 bis 2011 war er Fraktionsvorsitzender der SPD. Im Bezirksamt war er zunächst von 2011 bis 2016 Stadtrat für Wirtschaft, Gesundheit und Bürgerdienste. Von 2016 bis 2020 war er stellvertretender Bezirksbürgermeister und Stadtrat für Wirtschaft, Gesundheit, Integration und Soziales. SPD, FDP und Grüne bildeten nach der Wahl 2021 eine Zählgemeinschaft mit ihm als Bezirksbürgermeister. Nach der Wiederholung der Berlin Wahl von 2021 wurde er 2023 von Emine Demirbüken-Wegner als Bezirksbürgermeisterin abgelöst. Ab 2023 wurde er dann erneut stellvertretender Bezirksbürgermeister und Stadtrat für Gesundheit und Soziales. 